# Jalysus macer
Jalysus macer är en insektsart som först beskrevs av Carl Stål 1859.  Jalysus macer ingår i släktet Jalysus och familjen styltskinnbaggar. Inga underarter finns listade i Catalogue of Life.